# کوه راسل (نیو ساوت ولز)
کوه راسل، نیو ساوت ولز (به انگلیسی: Mount Russell) یک منطقه مسکونی در استرالیا است که در نیو ساوت ولز واقع شده‌است.